# Deividas Šemberas
Deividas Šemberas (* 2. srpna 1978, Vilnius, Litevská SSR, Sovětský svaz) je bývalý litevský fotbalový obránce/defensivní záložník a reprezentant, který ukončil kariéru 1. prosince 2015 v klubu Žalgiris Vilnius.
V roce 2005 získal v Litvě ocenění Fotbalista roku. Mimo Litvu působil na klubové úrovni v Rusku.

## Klubová kariéra
V Litvě působil v klubu Žalgiris Vilnius. Poté odešel v roce 1998 do Ruska do klubu FK Dynamo Moskva. Od roku 2002 působil deset let v klubu CSKA Moskva, se kterým vyhrál řadu domácích trofejí (mj. třikrát ligový titul) a také Pohár UEFA 2004/05. V červenci 2012 přestoupil do celku Alanija Vladikavkaz. Profesionální fotbalovouz kariéru ukončil 1. prosince 2015 v klubu Žalgiris Vilnius.

## Reprezentační kariéra
V A-mužstvu Litvy debutoval 3. 11. 1996 ve Vilnu v přátelském utkání proti reprezentaci Indonésie (výhra 4:0). Celkem odehrál v letech 1996–2013 za litevský národní tým 82 zápasů, gól nevstřelil.